# Kriegerdenkmal Marke (Anhalt)

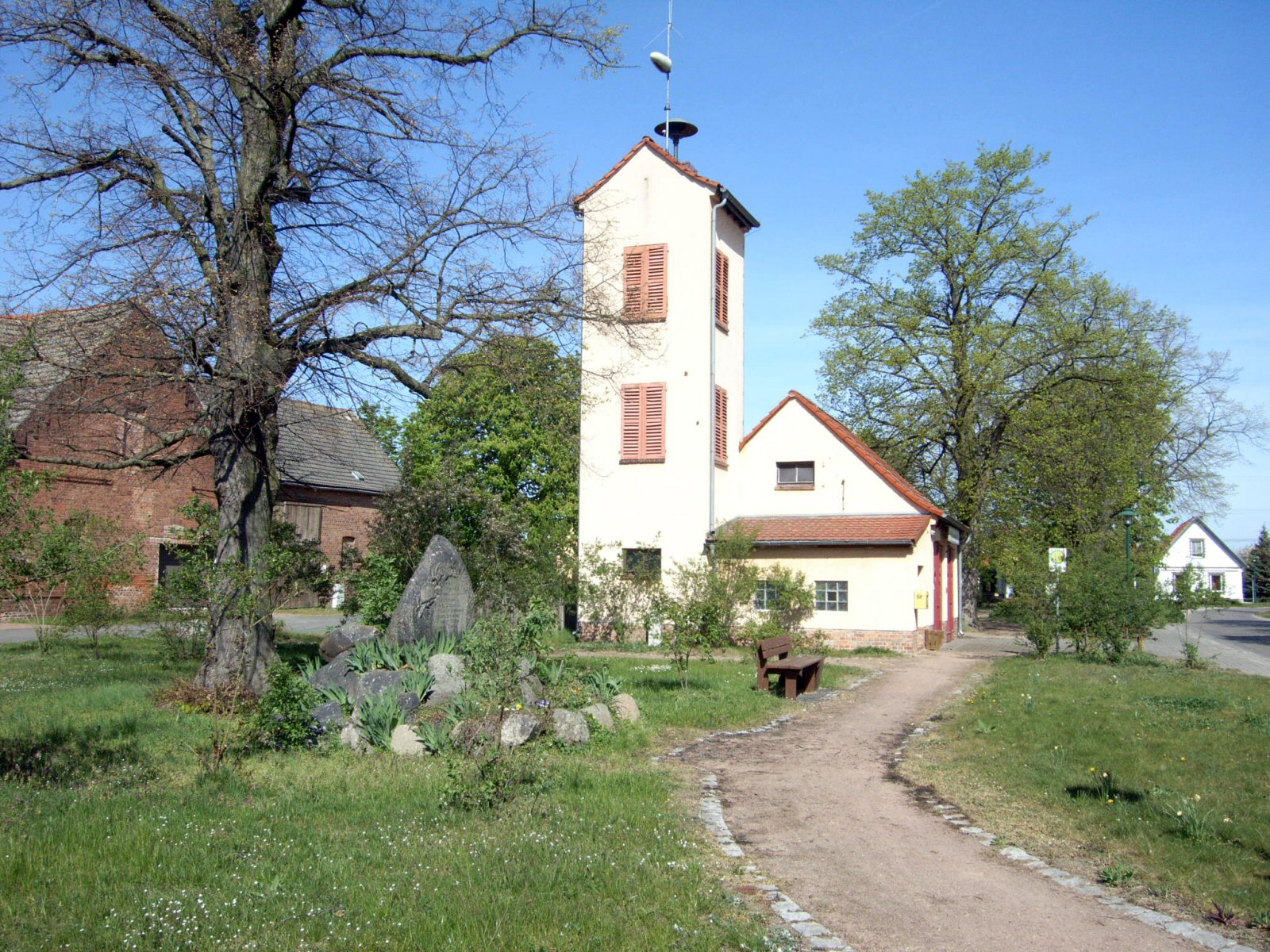
Kriegerdenkmal in Marke, im Hintergrund das Feuerwehrhaus des Ortes

Das Kriegerdenkmal Marke ist ein denkmalgeschütztes Kriegerdenkmal im Ortsteil Marke der Stadt Raguhn-Jeßnitz in Sachsen-Anhalt. Im örtlichen Denkmalverzeichnis ist es mit der Erfassungsnummer 094 95416 als Baudenkmal verzeichnet.

## Allgemeines
Das Kriegerdenkmal in Marke befindet sich an der Dorfstraße südlich des Feuerwehrhauses der Freiwilligen Feuerwehr. Es handelt sich dabei um einen großen Findling auf einem Sockel aus Feldsteinen. Verziert ist der Findling auf der linken Seite mit einem Helm und einem Schwert, oben in der Mitte befindet sich ein Eisernes Kreuz. Er wurde zum Gedenken an die gefallenen Soldaten des Ersten Weltkriegs errichtet. Die Inschrift ist kaum noch lesbar, die acht Namen der Gefallenen sind noch deutlicher erkennbar.